# Hale Irwin
Hale Irwin, född 3 juni 1945 i Joplin, Missouri, är en amerikansk golfspelare.
Han växte upp i Baxter Springs, Kansas.
Irwin tog examen på University of Colorado 1967, där han inte bara spelade golf. Han var också defensiv back i amerikansk fotboll. Han blev professionell golfspelare 1968.
Irwin vann 20 tävlingar på den amerikanska PGA-touren. Han vann den första tävlingen 1971 och den sista 1994 och under den perioden spelade han in nästan sex miljoner dollar. Han vann US Open tre gånger.
Irwin kvalificerade sig för Champions Tour 1995 (tidigare Senior PGA Tour) och har nått större framgångar där än på PGA-touren, i alla fall om man ser till inspelade pengar. Vid slutet av 2004 hade han vunnit 40 Champions Tour-titlar och toppade alla tiders penninglista på Champions Tour med inspelade pengar på 20,592,865 dollar.

## Meriter

### Majorsegrar
- 1974 US Open
- 1979 US Open
- 1990 US Open

### Segrar på PGA-touren
- 1971 Sea Pines Heritage Classic
- 1973 Sea Pines Heritage Classic
- 1975 Atlanta Classic, Western Open
- 1976 Glen Campbell-Los Angeles Open, Florida Citrus Open
- 1977 Atlanta Classic, Colgate Hall of Fame Golf Classic, San Antonio Texas Open
- 1981 Hawaiian Open, Buick Open
- 1982 Honda Inverrary Classic
- 1983 Memorial Tournament
- 1984 Bing Crosby National Pro-Am
- 1985 Memorial Tournament
- 1990 Buick Classic
- 1994 MCI Heritage Golf Classic

### Segrar på Champions Tour
- 1995 Ameritech Senior Open, Vantage Championship
- 1996 American Express Invitational, PGA Seniors' Championship
- 1997 MasterCard Championship, LG Championship, PGA Seniors' Championship, Las Vegas Senior Classic, Burnet Senior Classic, BankBoston Classic, Boone Valley Classic, Vantage Championship, Hyatt Regency Maui Kaanapali Classic
- 1998 Toshiba Senior Classic, PGA Seniors' Championship, Las Vegas Senior Classic, Ameritech Senior Open, U.S. Senior Open, BankBoston Classic, Energizer SENIOR TOUR Championship
- 1999 Nationwide Championship, Boone Valley Classic, Ford Senior Players Championship, Ameritech Senior Open, Coldwell Banker Burnet Classic
- 2000 Nationwide Championship, BellSouth Senior Classic at Opryland, U.S. Senior Open, EMC Kaanapali Classic
- 2001 Siebel Classic in Silicon Valley, Bruno's Memorial Classic, Turtle Bay Championship
- 2002 ACE Group Classic, Toshiba Senior Classic, 3M Championship, Turtle Bay Championship
- 2003 Kinko's Classic of Austin, Turtle Bay Championship
- 2004 Liberty Mutual Legends of Golf, Senior PGA Championship
- 2005 Turtle Bay Championship, Outback Steakhouse Pro-Am, Wal-Mart First Tee Open at Pebble Beach, SAS Championship

### Övriga segrar
- 1967 NCAA Championship
- 1974 Piccadilly World Match Play
- 1975 Piccadilly World Match Play
- 1978 Australian PGA
- 1979 South African PGA, World Cup (individuellt, World Cup (med John Mahaffey)
- 1981 Bridgestone Classic
- 1982 Brazilian Open
- 1986 Bahamas Classic
- 1987 Fila Classic
- 1996 Lexus Challenge (med Sean Connery)
- 1997 Senior Slam på Los Cabos
- 1998 Senior Match Play Challenge
- 1999 Senior Skins Game, Wendy's Three-Tour Challenge (med Jack Nicklaus och Tom Watson)
- 2000 Our Lucaya Senior Slam
- 2001 Senior Skins Game
- 2002 Senior Skins Game
- 2003 Office Depot Father/Son Challenge (med Steve Irwin)
- 2005 Wendy's 3-Tour Challenge (med Jay Haas och Craig Stadler)